# Blimbing (Karangnongko)
Blimbing is een bestuurslaag in het regentschap Klaten van de provincie Midden-Java, Indonesië. Blimbing telt 2997 inwoners (volkstelling 2010).